# علوم گیاهی ب‌آاس‌اف
علوم گیاهی ب‌آاس‌اف (به انگلیسی: BASF Plant Science) یک شرکت تابعه از ب‌آاس‌اف در زمینه فعالیت‌های مرتبط با زیست‌فناوری گیاهی است. این شرکت در ۱۹۹۸ بنیان‌نهاده شد که اکنون ۷۰۰ نفر کارکنان را در ۶ منطقه جغرافیایی در جهان به‌کار گرفته‌است. دفتر مرکزی علوم گیاهی ب‌آاس‌اف در مثلث تحقیقاتی (کارولینای شمالی، ایالات متحده) قرار دارد و دارای واحدهای پژوهشی در ایالات متحده، کانادا و اروپا است. این شرکت به‌طور عمده فناوری بذور اصلاح‌شده ژنتیکی را در این مکان‌ها توسعه می‌دهد.